# Leyigha
El leyigha és una llengua que es parla al sud-est de Nigèria, a la LGA d'Obubra, a l'estat de Cross River.
El leyigha és una llengua que forma part del grup lingüístic de les llengües mbembe-legbo, que formen part de la família lingüística de les llengües de l'alt Cross. Les altres llengües del mateix grup lingüístic són el lenyima, el legbo i l'mbembe, Cross River.

## Ús
El leyigha és una llengua que gaudeix d'un ús vigorós (6a); tot i que no està estandarditzada, és utilitzada per a persones de totes les edats i generacions. Segons l'Ethnologue, el 1989 hi havia 10.000 parlants de leyigha.

## Població i religió
El 65% dels 16.000 yighes (grup ètnic dels leyigha-parlants) són cristians; d'aquests, el 70% són protestants, el 15% catòlics i el 15% pertanyen a esglésies cristianes independents. El 35% dels yighes restants creuen en religions tradicionals africanes.